# Gary Dilley
Gary Dilley est un nageur américain né le 15 janvier 1945 à Washington (district de Columbia).

## Biographie
Gary Dilley dispute l'épreuve du 200m dos aux Jeux olympiques d'été de 1964 de Tokyo et remporte la médaille d'argent.